# 30th Space Wing

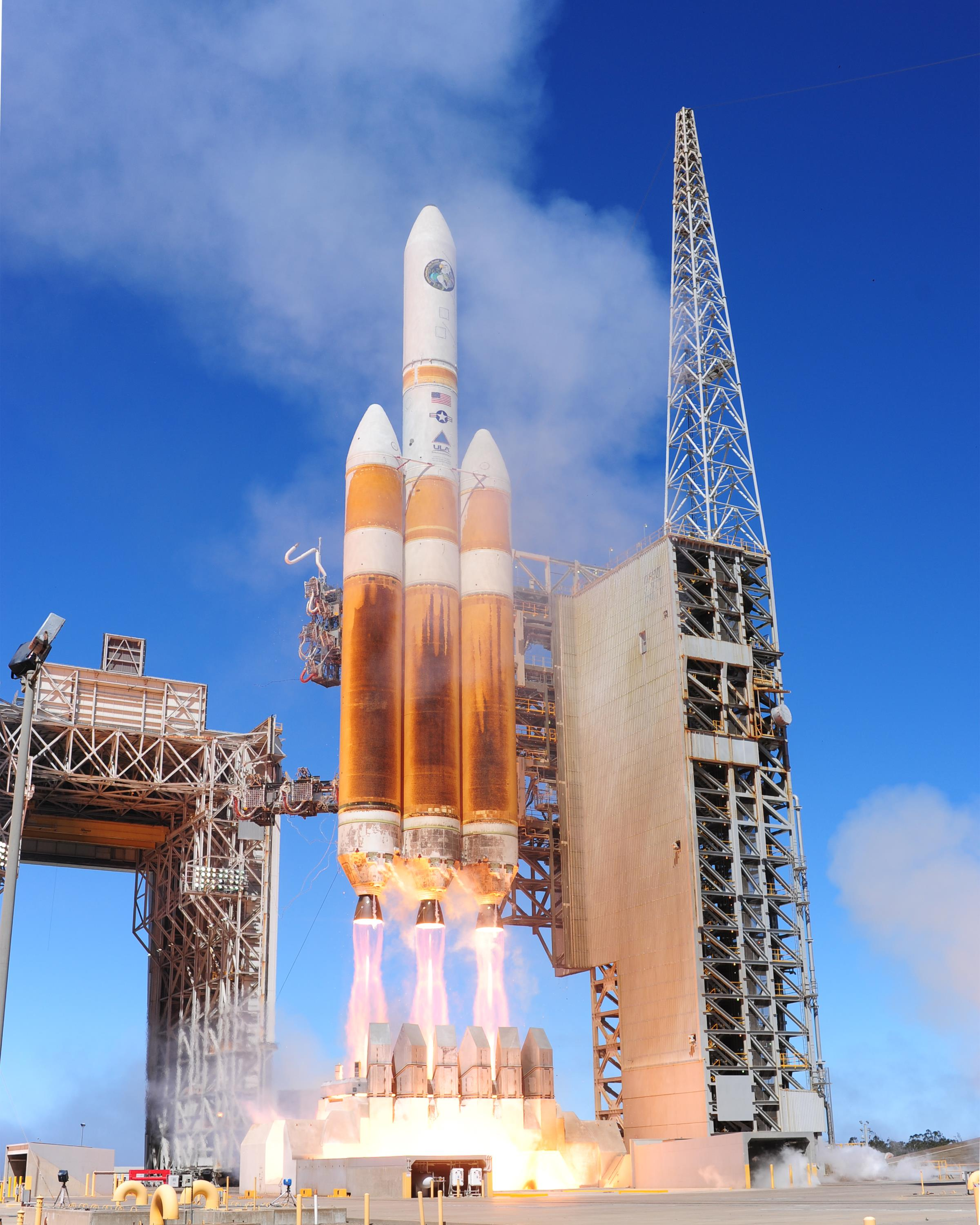
Lancio di un vettore Delta IV dal poligono di Vandenberg

Il 30th Space Wing è stato uno stormo di operazioni spaziali della United States Space Force, inquadrato nel United States Space Command. Il suo quartier generale era situato presso la Vandenberg Air Force Base, in California.

## Missione
Lo stormo gestiva i test missilistici del Dipartimento della Difesa, ed aveva il compito di posizionare i satelliti sull'orbita polare dalla costa occidentale degli Stati Uniti, utilizzando razzi vettori come il Delta II, Pegasus, Taurus, Minotaur, Atlas V e Delta IV. Il personale dell'unità inoltre sosteneva il programma di sviluppo e valutazione dei missili Minuteman III.

## Organizzazione
Attualmente, al settembre 2018, esso controllava:
- 30th Operations Group,
  - 30th Operations Support Squadron
  -  30th Space Communications Squadron
  - 2nd Range Operations Squadron
  - 30th Range Management Squadron
  - 30th Weather Flight
- 30th Medical Group
- 30th Mission Support Group
  - 30th Civil Engineer Squadron
  - 30th Contracting Squadron
  - 30th Logistics Readiness Squadron
  - 30th Force Support Squadron
  - 30th Security Forces Squadron